# Socjalistyczna Partia San Marino
Socjalistyczna Partia San Marino (wł. Partito Socialista Sammarinese, PSS) – socjaldemokratyczna partia polityczna z San Marino założona w 1892 r. (najstarsza działająca partia sanmaryńska). W latach 1945–1957 wspólnie z komunistami nieprzerwanie znajdowała się w koalicji rządzącej. W 1957 wskutek kryzysu wewnętrznego partia poniosła klęskę w wyborach parlamentarnych. Próba anulowania wyników i wprowadzenia stanu wyjątkowego doprowadziła do interwencji włoskiej i odsunięcia od władzy koalicji socjalistyczno-komunistycznej.
Partia w 2005 roku połączyła się z Partią Demokratyczną i utworzyła nową formację pod nazwą Partia Socjalistów i Demokratów, grupa działaczy niezgadzających się na fuzję powołała demokratyczno-socjalistyczne ugrupowanie Partito della Sinistra – Zona Franca.
Partia wchodziła w skład Międzynarodówki Socjalistycznej. Organem prasowym partii było pismo Il Nuovo Titano.